# Pledge Night
Pledge Night es una película independiente del género terror estrenada en 1988, dirigida por Paul Ziller. Su antagonista, Sid, fue interpretado por Joey Belladonna, cantante de la agrupación de thrash metal estadounidense Anthrax.

## Sinopsis
Para poder hacer parte de una fraternidad, los aplicantes deben pasar por ciertos rituales de iniciación para probar su lealtad. Mucho antes, en la década de 1960, alguien le jugó una mala broma al estudiante Sidney Scheider: debía tomar un baño en una tina llena de muchas sustancias desagradables. Sin embargo, alguien cambió dichas sustancias por ácido puro, lo que ocasionó una terrible muerte a Sidney. En el presente, Sidney regresa de la tumba para eliminar a todo el que se cruce en su camino.